# Фредерик II
Фредерик II, както се произнася на датски, или Фридрих, според немското произношение (на датски: Frederik; на немски: Friedrich), е крал на Дания и Норвегия, а също херцог на Шлезвиг от 1559 до смъртта си през 1588 г.

## Управление
За разлика от баща си Кристиан III, младият Фредерик е силно повлиян от милитаристичните идеи и още с възкачването си на трона през 1559 г. се впуска в различни военни конфликти. Основният сред тях е Седемгодишната северна война (1563 – 1570), в който той се опитва да завладее Швеция, управлявана от Ерик XIV. Въпреки голямата му амбиция и факта, че лично води войските на бойното поле, тази война се оказва доста скъпа за Дания и в крайна сметка неуспешна, тъй като завладените в началните години на конфликта шведски територии към края войната биват отвоювани обратно от шведите и подписаният през 1570 г. мирен договор не донеся за Дания почти никакви придобивки.
Друго сериозно начинание на военното поприще за Фредерик II е укрепването на датския флот до такава степен, че съумява да сложи край на господството на Ханзата в Балтийско море и да наложи това на Дания.

## Семейство
На 20 юли 1572 г. Фредерик се жени за София фон Мекленбург, от която има седем деца:
- Елизабет Датска (1573 – 1626), омъжена на 19 април 1590 г. за херцог Хайнрих Юлиус фон Брауншвайг-Волфенбютел (1564 – 1613)
- Анна Датска (1574 – 1619), омъжена в Осло на 23 ноември 1589 г. за крал Джеймс I от Англия, Шотландия и Ирландия (1566 – 1625)
- Кристиан IV (1577 – 1648), крал на Дания (1588 – 1648), женен I. на 27 ноември 1597 г. за принцеса Анна Катарина фон Бранденбург (1575 – 1612), дъщеря на курфюрст Йоахим Фридрих фон Бранденбург; II. на 31 декември 1615 г. за Кристина Мунх цу Норлунд (1598 – 1658)
- Улрих Йохан (1578 – 1624), от 1603 г. като Улрих II администратор на манастира Шверин, женен за графиня Катарина Хан (* ок. 1580)
- Августа Датска (1580 – 1639), омъжена на 30 август 1595 г. за херцог Йохан Адолф фон Шлезвиг-Холщайн-Готорп (1575 – 1616)
- Хедвиг Датска (1581 – 1641), омъжена за курфюрст Христиан II от Саксония (1580 – 1611)
- Йохан (1583 – 1602), женен 1602 г. за царевна Ксения Борисовна Годунова (1582 – 1622), дъщеря на руския цар Борис Годунов